# بودارینو
بودارینو (به لاتین: Budarino) یک منطقهٔ مسکونی در روسیه است که در استان آستراخان واقع شده‌است.